# Bohumír Vedra
Bohumír Vedra (1. listopadu 1917 Česká Třebová – 19. března 2012 Praha) byl český lékař a vědec.

## Biografie
Bohumír Vedra se narodil do rodiny vedoucího průvodčího vlaků Jana Vedry a dcery knížecího hajného Terezie Vedrové, roz. Müllerové. V červnu roku 1937 odmaturoval na klasickém gymnáziu v Brně a v říjnu započal studia na lékařské fakultě UK v Praze.
17. listopadu 1939 kolem čtvrté hodiny ranní byl, spolu s ostatními studenty, zatčen nacisty na Hlávkově koleji, převezen do kasáren v Ruzyni a následně deportován do koncentračního tábora Sachsenhausen, kde byl vězněn až do 20. dubna 1942.
Po skončení války pokračoval ve studiu na lékařské fakultě v Praze, které úspěšně zakončil promocí v dubnu 1947.
Svou lékařskou kariéru začal na chirurgii v Liberci v roce 1947, po roce však přestoupil na porodnicko-gynekologické oddělení. Po politickém konfliktu s vrchní sestrou nemocnice se rozhodl roku 1951 odejít do Prahy do Ústavu pro péči o matku a dítě (ÚPMD) v Podolí. Zde byl v roce 1968 pověřen vedením úseku patologického těhotenství, následně se roku 1970 stal vedoucím vědeckým pracovníkem 1. stupně a v roce 1975 již byl pověřen vedením porodního úseku. Po ukončení tohoto angažmá působil od roku 1982 jako tajemník vědecké rady ÚPMD. V polovině roku 1987 definitivně odešel do důchodu.
Bohumír Vedra měl se svou ženou Martou Vedrovou tři děti.

## Lékařská a vědecká činnost
Kandidátská dizertace Bohumíra Vedry byla zaměřena na biochemické vztahy mezi matkou a plodem. Obhájil ji v roce 1958 a úspěšně tak získal vědecký titul kandidát věd.
Doktorská dizertace se týkala preeklampsie. Práci v roce 1969 také úspěšně obhájil a získal tak vědecký titul doktora věd. Téma doktorské dizertace zároveň tvořilo jednu ze dvou hlavních linií v jeho lékařské kariéře. Tuto linii shrnul v monografii Hypertenzní a renální choroby v těhotenství (1982).
Druhá linie se zabývala problémem těhotenství při diabetu. V Ústavu pro péči o matku a dítě během 10–15 let vybudoval středisko pro těhotné diabetičky pro celou ČSSR. Výsledky této činnosti shrnul v monografii Těhotenství a diabetes (1965, 1973, 1987).
Kromě těchto aktivit přednášel mezi lety 1960–1980 problematiku patologického těhotenství v Ústavu pro doškolování lékařů (ÚDL, dnes Institut postgraduálního vzdělávání ve zdravotnictví), kde mu byla roku 1979 udělena funkce asistenta. ÚDL pořádal doškolovací kurzy pro primáře nemocnic a další vedoucí lékaře.

## Další publikační a přednášková činnost
V letech 1953–1982 publikoval 170 odborných článků, z toho 25 v odborných časopisech v USA, Švédsku, Německu, Švýcarsku a Itálii.
Vedle přednášek v ČSSR byl v letech 1966–1982 pozván k přednáškám do Anglie, Irska, Západního a Východního Německa, Francie, Švýcarska, Itálie, Polska, tehdejší Jugoslávie a Egypta.
Pro ženy realizoval a z větší části napsal osvětovou publikaci Lékař píše ženám: Kapitoly pro zdravé i nemocné ženy, která vyšla v 6 vydáních nákladem 300 000 výtisků. Kniha vyšla v době, kdy nebylo běžné, aby lékař psal populárně pro neodbornou veřejnost, a shledala se s velkým čtenářským ohlasem.

## Publikace
- Lékař píše ženám: Kapitoly pro zdravé i nemocné ženy (1955, 1957, 1958, 1960)
- Těhotenství a diabetes (1965, 1973, 1987)
- Hypertenzní a renální choroby v těhotenství (1982)